# Kapitalvaror
Kapitalvaror är enligt nationalekonomisk teori de medel som används för att producera konsumtionsvaror. Alltså är kapitalvaror de medel som tillverkar de medel som används av människor för att uppnå sina mål. Hit räknas dock inte de ursprungliga produktionsfaktorerna som arbete och land. Ett vanligt exempel på kapitalvaror är maskiner.
Kapitalvaror definieras också som varor som är tänkta att användas och avskrivas under en längre tidsrymd, som verktyg, maskiner, elektronisk utrustning, byggnader, vitvaror och bilar. Kapitalvaror skiljs från konsumtionsvaror och insatsvaror, som förbrukas genom sin användning.